# David Guapo
David Callejón Ferrio (Barcelona, 9 de desembre de 1981), més conegut com a David Guapo, és un humorista i cantautor català.
Va començar la seva carrera com a músic tocant la guitarra a diversos pubs de Barcelona. Tot i que el seu debut televisiu va tenir lloc al canal de pagament Paramount Comedy, Berto Romero el va descobrir durant una de les seves actuacions i li va donar l'oportunitat de col·laborar a Buenafuente. També ha col·laborat en programes com Sé Lo Que Hicisteis, El hormiguero, Ya te digo d'Europa FM, i a Las Mañanas de la Cope al costat d'Ernesto Sáenz de Buruaga. El salt definitiu el va tenir després de les seves aparicions a El Club de la Comedia, iniciant així gira en solitari per tot el territori espanyol. També ha fet d'actor a la pel·lícula Casting i al curtmetratge La muerte es cosa de dos, de la qual també n'és productor.
Com a músic, David Callejón va llençar un disc homònim al mercat l'any 2007.